# Slawa (Schiff, 1905)
Die Slawa (russisch Слава, deutsch: „Ruhm“) war das letzte Linienschiff der fünf Schiffe umfassenden Borodino-Klasse der Kaiserlich Russischen Marine. Von ihren Schwesterschiffen sanken drei in der Seeschlacht bei Tsushima, und die Orjol musste sich den Japanern ergeben. Die Slawa sank am 17. Oktober 1917 im Moonsund.

## Die Borodino-Klasse
Die Borodino-Klasse basierte auf den Plänen der in Frankreich 1899–1901 gebauten Zessarewitsch. Die russische Marineleitung hatte beim Abschluss des Bauvertrags darauf bestanden, dass man fünf weitere Schiffe der gleichen Art in Russland bauen und soweit notwendig modifizieren durfte, damit sie den Ansprüchen der russischen Marine entsprächen. Demgemäß wurden von 1899 bis 1905 die Schiffe der Borodino-Klasse auf russischen Werften gebaut: Borodino, Imperator Alexander III., Orjol, Knjas Suworow und Slawa.
Wie schon die Zessarewitsch litten auch diese Schiffe daran, dass ihr Schwerpunkt zu hoch lag, die Bordwände im sogenannten Tumblehome-Design oberhalb der Wasserlinie nach innen zeigten, das in der Rumpfmitte laufende Längsschott die Gefahr des Kenterns heraufbeschwor und der niedrige Gürtelpanzer bei voller Gefechtsbeladung unter Wasser gedrückt wurde. Die Kasemattgeschütze lagen so tief, dass sie bei Seegang unbrauchbar waren. Hinzu kam, dass die Schiffe trotz größeren Gewichts schwächere Maschinen als die Zessarewitsch hatten. Alle drei bei Tsushima versenkten Schiffe der Klasse kenterten, bevor sie sanken. Die Schiffe werden daher von manchen Schiffbauexperten als die schlechtesten jemals gebauten Schlachtschiffe angesehen (Preston 2002).

## Geschichte
Die Slawa wurde 1902 auf der Werft Carr and MacPherson in Sankt Petersburg auf Kiel gelegt. Sie lief im August 1903 vom Stapel und wurde im Juni 1905 fertiggestellt. Damit war sie zu spät fertig geworden, um ihren Schwesterschiffen im Zweiten Pazifikgeschwader unter Vizeadmiral Sinowi Roschestwenski zugeteilt zu werden. Dadurch entging sie deren Schicksal, der Versenkung bzw. Erbeutung durch Japan in der Seeschlacht bei Tsushima. Sie blieb ihre ganze Dienstzeit bei der Baltischen Flotte.

### Erster Weltkrieg

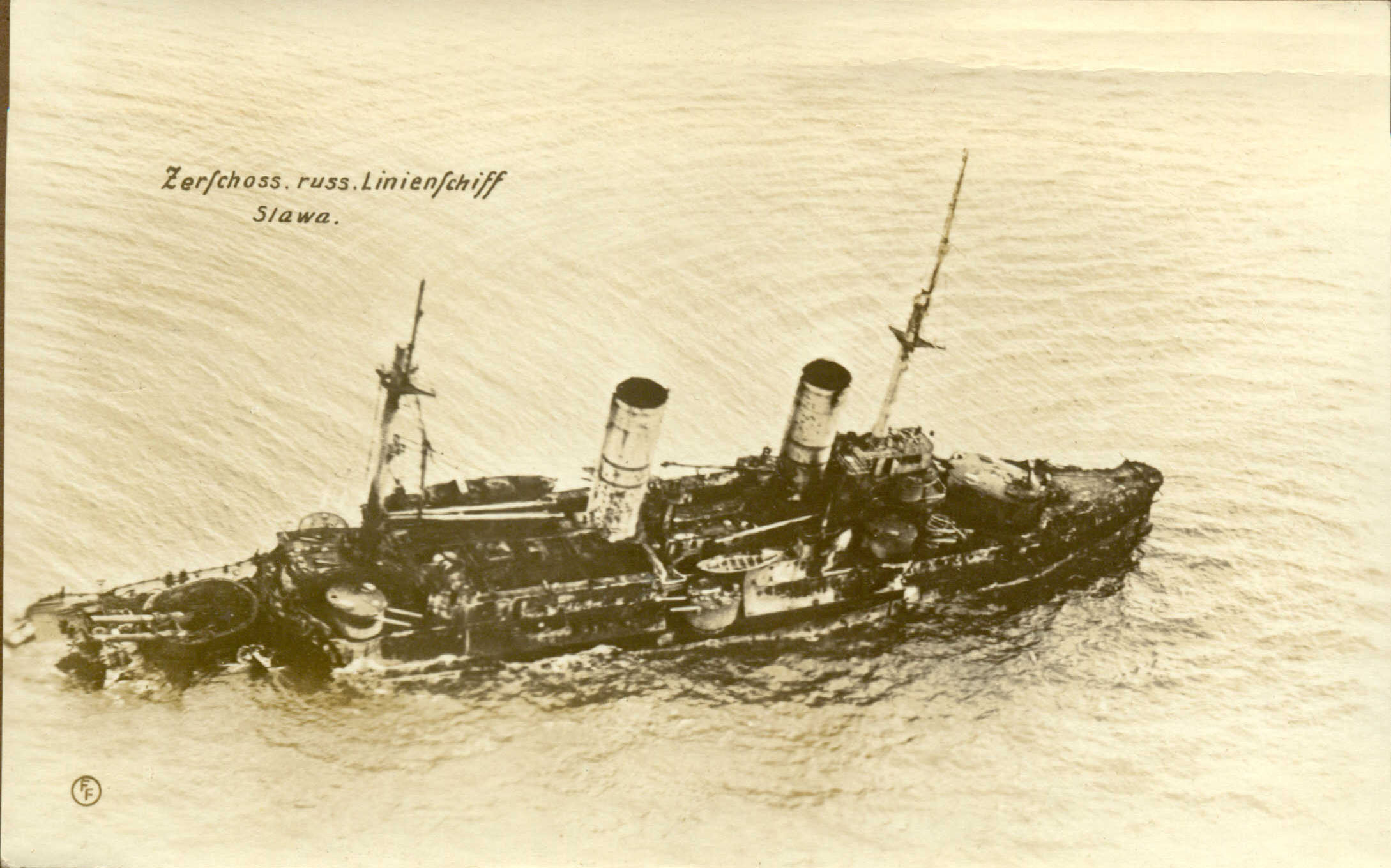
Wrack der Slawa 1917 im Moonsund

Im August 1915 nahm sie am Abwehrkampf in der Rigaer Bucht gegen die deutsche Hochseeflotte teil und hatte ein kurzes ergebnisloses Duell mit den Linienschiffen Braunschweig und Elsass am 8. August 1915 und zog sich anschließend zurück. Am 16. August 1915 duellierte sie sich bei einem weiteren Einbruchsversuch der Hochseeflotte in die Rigaer Bucht mit den beiden Schlachtschiffen Nassau und Posen auf große Entfernung und erhielt dabei drei Treffer, ohne selbst die deutschen Schiffe zu treffen. Im Winter 1916 wurden in Helsinki die Lafetten für die 30,5-cm-Geschütze umgebaut, um die maximale Erhöhung von 15° auf 25° zu steigern und damit die Reichweite der Hauptbatterie auf ca. 21.000 m zu vergrößern.
In der Schlacht im Moonsund am 17. Oktober 1917 wurde die Slawa von dem überlegenen deutschen Linienschiff König trotz dessen kürzerer Artilleriereichweite zusammengeschossen. Da sie wegen ihres durch Wassereinbrüche vergrößerten Tiefgangs nicht mehr durch die flache Meerenge entkommen konnte, wurde sie von ihrer Besatzung aufgegeben und durch einen Torpedo des Zerstörers Turkmenez Stawropolski im Moonsund selbstversenkt, um die Fahrrinne zu blockieren.
1918 wurde die Slawa von den Sowjets offiziell aus den Flottenlisten gestrichen und 1935 von Estland, in dessen Gewässern sie lag, abgewrackt.